# 日本達磨宗
日本達磨宗（にほん だるましゅう）は、平安時代末期から鎌倉時代初期の僧侶である大日房能忍が興した禅宗の一派である。

## 歴史
能忍は初め天台を学んだが、古くから日本に伝わった禅籍を読破して無師独悟し、摂津国（大阪府）の三宝寺を中心として布教活動を始めた。達磨宗の名は『日本書紀』や『元亨釈書』にみられる聖徳太子が達磨大師の化身に出会ったとする伝説に因んでいるという。現在通称されている「日本達磨宗」という「日本」の字を付した呼称は、近世以降の研究者によって使用されるようになったもので、能忍在世当時は単に達磨宗と呼ばれていた。
能忍の無師の禅は、法統の師弟相承を伝統とする禅門では異端とされた。また、密教などの現世利益的な修法になじんだ公家社会においては修行悟達を目的とする禅の宗風を受け入れる素地に乏しく、布教は常に困難に直面していた。
能忍の禅風に対する当時の世評については、同時期に和歌の新風を興していた藤原定家らの歌を、旧来の勢力が「新儀非拠の達磨歌」と揶揄したことにもうかがうことができる。
こうした揶揄や攻撃は、後に育王山の拙庵徳光が能忍の禅境を認め印可を与えたことによって変化し、以後、能忍の名望は高くなっていく。機が熟したと感じた能忍は、栄西らと共に京での布教を始めるが、比叡山の宗徒の奏上により布教を禁止され、また能忍自身も、ほどなく不慮の事故により急逝してしまった。

### 能忍没後
能忍の没後は弟子の東山覚晏が教団を継承し、門下の懐奘（1198年 - 1280年）らと共に大和国（奈良県）の多武峰を中心として活動を続けた。ところが、今度は南都興福寺の門徒らの焼き討ちに遇い、越前国（福井県）に逃れた（1227年）。
越前では、白山系天台宗の拠点の一つである波著寺を本拠とした。覚晏の没後、1234年に懐奘が、1241年には、門弟中の懐鑑、義介（1219年 - 1309年）らが、深草（京都府）の興聖寺を本拠としていた道元の下に参じた。
以前は、これで達磨宗の活動は曹洞宗に吸収されて終焉を迎えたとされていたが、近年では、中世末まで三宝寺にはその門流が伝承されていたことが知られるようになった。さらに、覚晏系統が傍流で、三宝寺の一派が本流であったとさえ考えられている。

## 関係文献
- CiNii>達磨宗